# Geranium caffrum
Geranium caffrum är en näveväxtart som beskrevs av Christian Friedrich Frederik Ecklon och Carl Ludwig Philipp Zeyher. Geranium caffrum ingår i släktet nävor, och familjen näveväxter. Inga underarter finns listade i Catalogue of Life.